# Kate Hogan

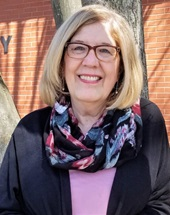
Kate Hogan

Kate Hogan (* 15. Januar 1957 in Lynn, Massachusetts) ist eine US-amerikanische Politikerin der Demokratischen Partei.

## Leben
Hogan studierte an der University of Massachusetts Amherst. Seit Januar 2009 ist Hogan Abgeordnete im Repräsentantenhaus von Massachusetts. Hogan ist mit Susan Vick verheiratet und wohnt in Stow, Massachusetts.